# 跨湾换乘枢纽
跨湾换乘枢纽（英語：Transbay Transit Center），正式名称为Salesforce换乘枢纽，是一个位于旧金山市区的、正在建造中的联运枢纽，是旧金山主要的交通中心。这个中心将成为旧金山湾区重要的公交总站，随后还会成为重要的铁路枢纽。中心的建造由跨湾联合权力协会主导，是旧金山跨湾发展计划的一部分。中心全长1,430-英尺（440-），位于市场街南方。
在1989年洛馬普里塔地震时，原先的换乘中心受到损坏，本市的选民在1999年批准了建造新换乘中心的拨款，建造此中心的计划被正式确认。工程第一阶段是公交总站的建造，开始于2010年。有限的MUNI公交服务于2017年12月开始提供，而其他地区的运营商，包括AC公交公司在内的公交服务也预计在2018年8月到位。
第二阶段是铁路向市区的延长，包括建造属于加州列車和加州高鐵的、位于地下的火车站，目前还没开始。

## 历史

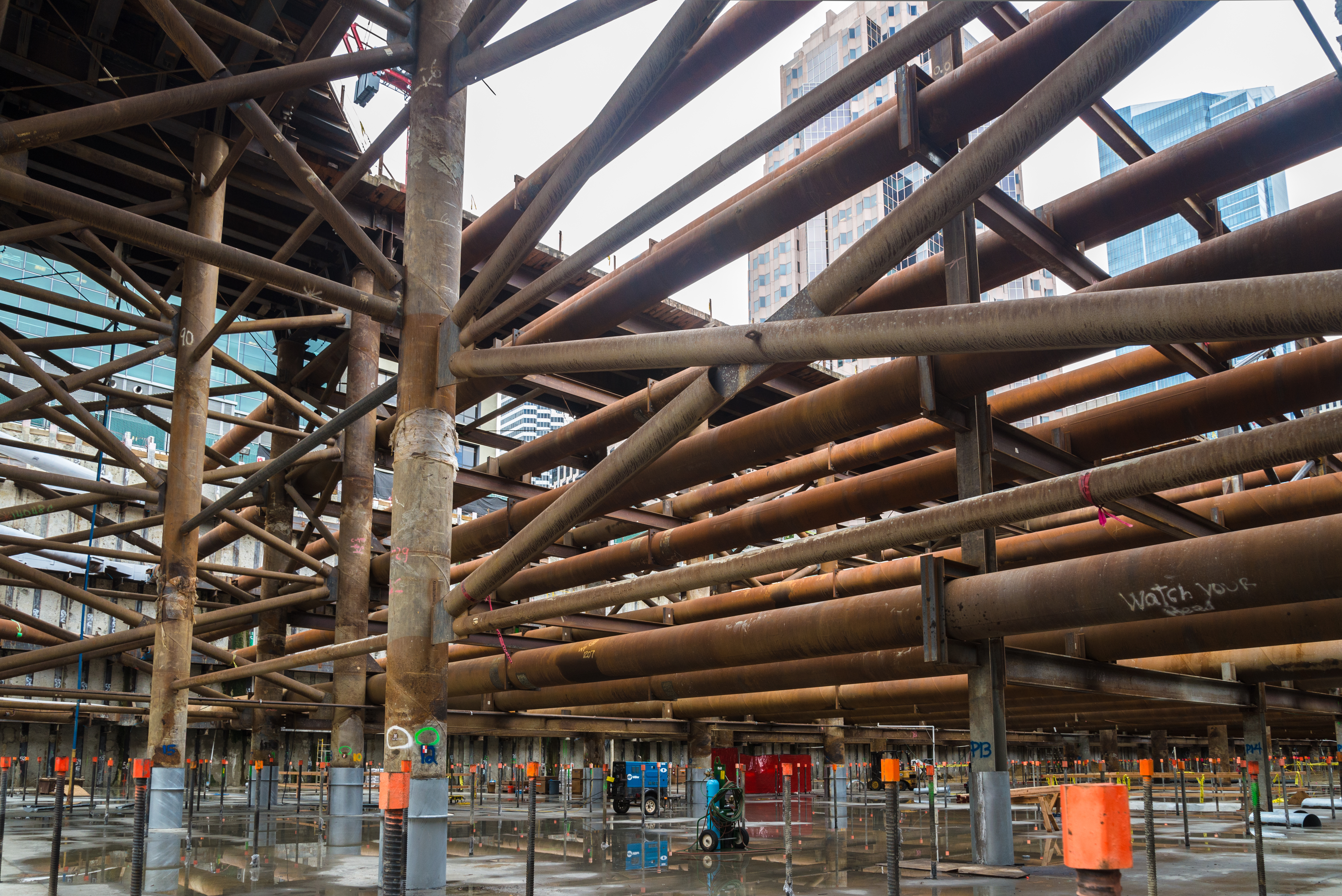
施工现场，摄于2013年

原先的换乘中心于1939年开始服务，有关键系统和东湾区电车线两条通勤铁路线，以及通过新海湾大桥的北萨克拉门托城际铁路。1958年，枢纽被改造为公交站场，开始AC公交公司的服务。原来的建筑被1989年的地震损坏，所以在1999年11月，市内的选民采纳了“H提案”，提案提出将加州鐵路延长至市区内，到一个新的地区联运枢纽，而这个新的枢纽将取代原先的。新的枢纽占使命街和霍华德街中间三分之一的街区，从第二街延申至比尔街。随后，跨湾联合权力协会于2001年成立，以确保工程的进展。
第一阶段的工程是地面公交总站的建造，包括基本的站场、零售商铺、屋顶花园，以及地下铁路层的水泥房顶。成本共24亿美元，其中5亿美元用于建造水泥房顶。
从2010年8月7日开始，所有的公交改道至临时的跨湾总站。 这个1800万美元的临时站场位于市场南区的比尔街、霍华德街、主街和弗尔松街之间，离原枢纽有2个街区。 4天后，新换乘中心开始动工， 而原枢纽和附属的匝道在2011年9月被拆除。 美鐵连接愛莫利維爾站的直通巴士总站，也在2015年3月2日从码头邮局移动到了这个临时站场。在2017年7月7日达成的命名权协议中，新的枢纽被命名为Salesforce换乘枢纽，而隔壁的公园也被命名为Salesforce公园。
第一阶段工程原先预计在2017年底完成，最后延期至2018年7月。 从2017年12月26日开始，MUNI将5路公交移到此枢纽服务。 到2018年6月16日,MUNI将5、5R、7、38、38R路公交都移至这里服务。
第一阶于2018年8月12日开始启用，并开始提供所有公交服务。
第二阶段目前还没有得到拨款。在没有预计的10万人次的铁路方面客流量下，仅有公交服务的枢纽将遭受每年2000万美元的亏损。

## 设计

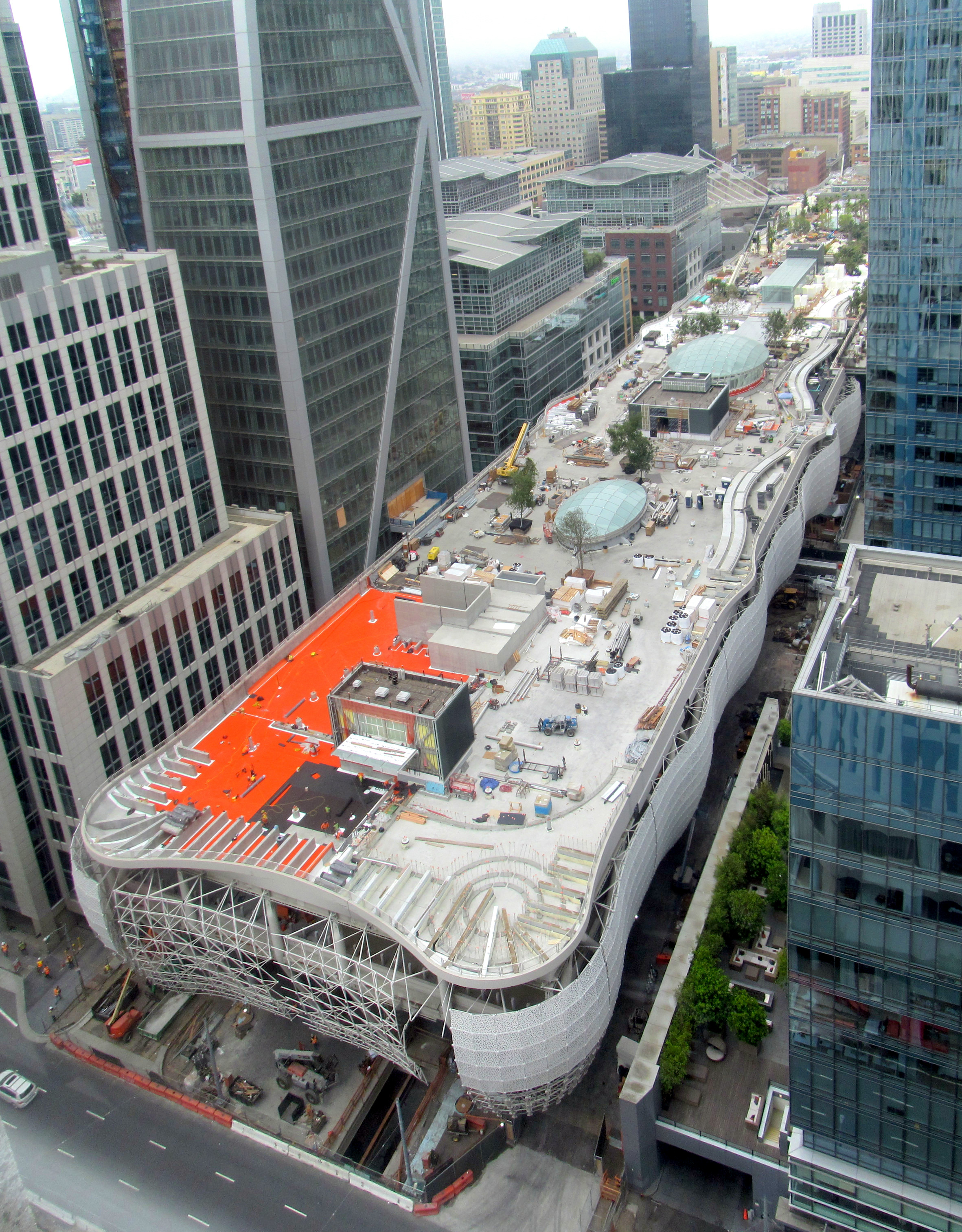
建造中的交通中心，摄于2017年8月

换乘中心长1,430英尺（440），宽165英尺（50）。一期工程包括地面上的结构和二期地下结构的外壳。整个建筑有四层：地面层有出入口、零售商铺和售票处，第二层有商铺和办公室，公交层有公交停车场和中间的候车区，最后是5.4-英畝（2.2-公頃）的屋顶公园。公交层有专门设计的匝道通往旧金山-奥克兰海湾大桥和位于西桥脚下的停车场（不在中心内）。屋顶的公园由设计师彼得·沃克先生的事务所设计，包括一个圆形露天剧场、一个餐厅和一个庭园水景。 这个公园是当时设计竞标时中标的结果。
二期工程是铁路向市区延长计划的一部分，包括两层火车站，分别给加州铁路和加州高铁使用，站台将有三个岛式站台和六条轨道。另外，地面层之下、站台层之上还会有一个有候车室和售票处的夹层。乘客还可以通过位于比尔街地下的人行通道前往内河码头站，换乘地铁和轻轨 。远期还会有第二条跨湾隧道连接此中心。

### 公共艺术
根据联邦交通运输局提倡在交通设施里融入公共艺术的政策，联合权力机构花费了475万美元来响应这个倡议。 机构与旧金山艺术协会合作，监督这个计划的规划和进程，目前已有James Carpenter, Julie Chang, Tim Hawkinson, Jenny Holzer, Ned Kahn五位艺术家参与了这个计划。
- James Carpenter（英语：James Carpenter）的设计是被照亮的天花板小片和沿着肖街排开的长椅，这条走廊让行人一路通往换乘中心。[20]
- Julie Chang（英语：Julie Chang）的设计是中心大厅里精心设计的水磨石地面。[21]
- Tim Hawkinson（英语：Tim Hawkinson）的设计是一个高41-英尺（12-）的雕像，扮演乘客的“守护神”。这个雕像计划回收利用原换乘中心的废料，但由于“材料性质、作品大小和摆放位置”使这个作品“安装非常复杂”，这个设计在2016年6月被否决了。[22][23]
- Jenny Holzer（英语：Jenny Holzer）的设计是大约高11英尺（3.4）的滚动LED屏幕，显示湾区特有的文字这个屏幕将位于大厅椭圆形天窗下。[24]
- Ned Kahn（英语：Ned Kahn）的设计是装在屋顶的喷雾，喷雾会根据下方公交的车流而改变。[25]